# Medaille van de Glorierijke Strijder
De Medaille van de Glorierijke Strijder (Vietnamees: "Huy chương chiến sĩ vẻ vang") is een onderscheiding van de Democratische Republiek Vietnam (Noord-Vietnam) en uiteindelijk van geheel Vietnam.
De onderscheiding die ondanks de naam de vorm van een zilveren vijfpuntige ster kreeg werd op 12 september 1961 ingesteld. Men verleende de ster aan officieren, beroepssoldaten en in actieve eenheden medewerkers van het Ministerie van Defensie. Ook politieofficieren en medewerkers van de Volkspolitie kwamen voor de ster in aanmerking.